# 周枳村
周枳村（すきむら）は、京都府中郡にあった村。現在の京丹後市大宮町周枳にあたる。

## 地理
- 河川：竹野川

## 歴史
- 1889年（明治22年）4月1日 - 町村制の施行により、近世以来の周枳村が単独で中郡周枳村を形成。
- 1951年（昭和26年）4月1日 - 口大野村・奥大野村・常吉村・三重村・河辺村と合併して大宮町が発足。同日周枳村廃止。

## 経済
- 丹後ちりめん
- 白杉酒造

## 名所・旧跡
- 左坂墳墓群
- 石明神遺跡
- 大宮売神社境内遺跡
- 老田遺跡

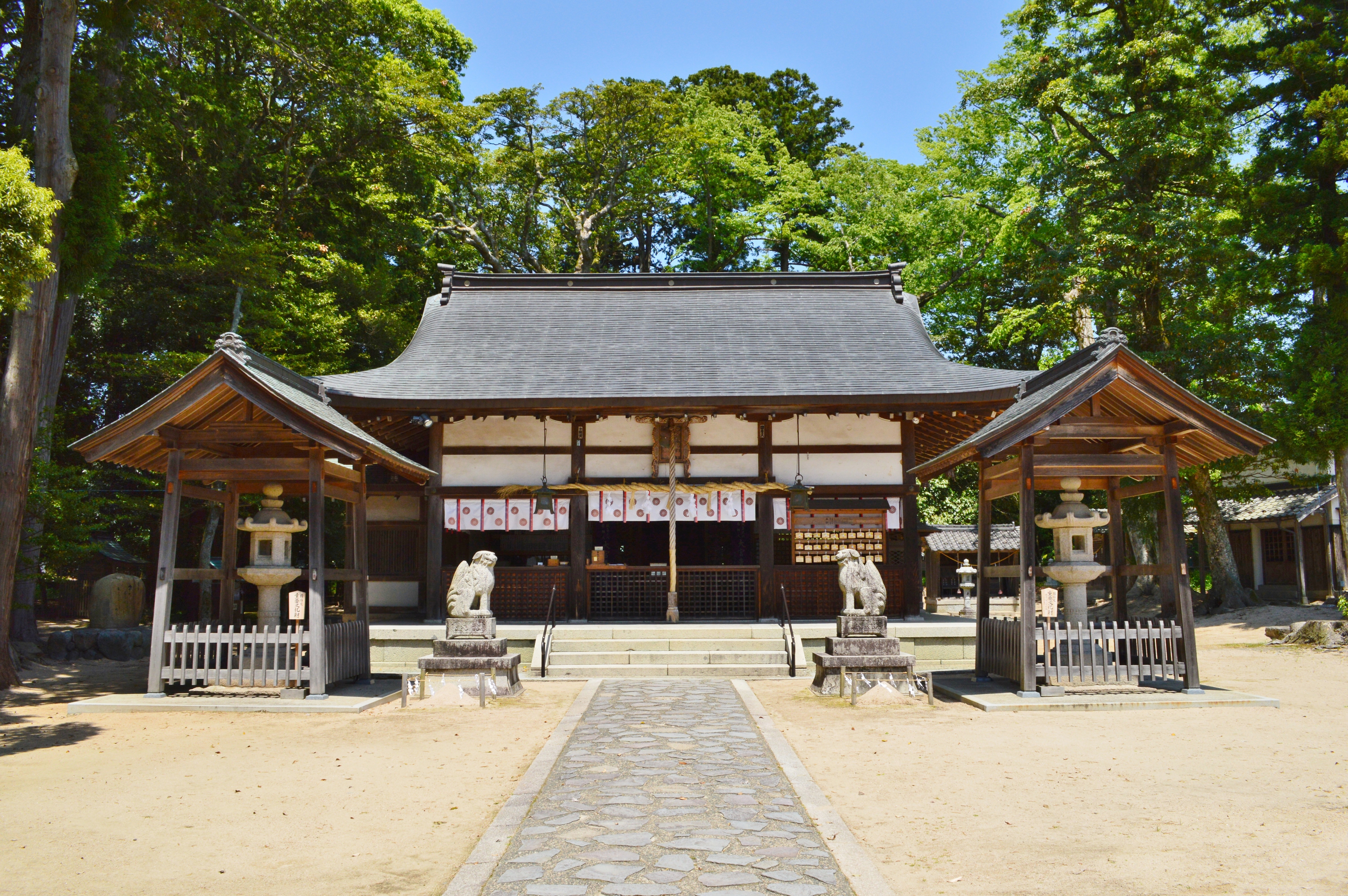
大宮売神社

- 大宮売神社 - 式内社（名神大社）。丹後国二宮。旧社格は府社。
- 名所賀稲荷神社
- 荒塩神社
- 願成寺 - 真宗本願寺派の寺院。
- 周徳寺 - 曹洞宗の寺院。
- 妙受寺 - 日蓮宗の寺院。